# 전쟁술
전쟁술(프랑스어: Précis de l’Art de la Guerre: Des Principales Cominaisons de la Stratégie, de la Grande Tactique et de la Politique)은 앙투안 앙리 조미니거 1838년 완성, 발간한 작품이다. 거의 동시대에 발간된 클라우제비츠의 ≪전쟁론≫(1832)과 더불어 근대 이후 가장 주목받은 군사 사상 및 군사 이론에 관한 책이다. 클라우제비츠에 비해 조금 덜 알려져 있기는 하지만 전쟁에서 불변의 원리를 찾고자 했던 조미니의 ≪전쟁술≫이야말로 군사학이 하나의 학문으로서 정립될 수 있는 길을 열어 준 군사학 분야 최고 고전 중의 하나로 평가해도 손색이 없다.

## 승리를 위한 불변의 진리
조미니는 전쟁에서 승리를 결정짓는 ‘불변의 원리’를 찾고자 한 군사 사상가였다. 그의 이러한 시도는 인간의 이성을 통해서 인간 사회를 움직이는 원리를 찾고자 한 18세기 계몽사상의 영향으로 이루어졌다. 클라우제비츠가 철학적인 관점에서 전쟁의 본질을 규명하는 문제에 집중했다면, 조미니는 과학적이며 기하학적인 관점에서 시공을 초월해 적용될 수 있는 전쟁의 불변의 원칙, 즉 전쟁에서의 ‘자연법’을 찾고자 했다.

## 지도 위의 전쟁
그는 불변의 원리를 찾는 동시에 실질을 추구하기도 했다. 그는 전쟁은 우선 지도 위에서 도식으로 시작된다고 생각했다. 오늘날은 거의 상식이 되다시피 한, 도상(圖上)에 작전 계획 및 병력 운용 계획을 표시하는 방법이 바로 조미니로부터 시작되었다. 전쟁 수행을 과학화하려 했다고 해서 실제 전쟁에서 직면하게 되는 다양한 변수를 무시한 것은 아니다. 여러 모양으로 변하더라도 무엇인가 보편적인 원리가 있어야 전쟁 연구가 하나의 과학적 학문으로 자리매김할 수 있다고 본 것이다.

## 나폴레옹과 조미니
그는 전쟁 수행자들에게 전투에서 이기는 방법을 구체적으로 제시하는데, 이를 한마디로 요약하면 ‘결정적인 지점에 병력을 집중하라’는 것이다. 이는 나폴레옹 군대가 지속적으로 승리할 수 있었던 비결이기도 했다. 한때 나폴레옹의 참모로 활약하기도 했던 조미니였기에 바로 나폴레옹 전쟁 승리의 비밀을 간파했던 것이다. 물론 긴 전선에서 어느 곳이 결정적 지점인가를 알아내는 것은 쉬운 일이 아니지만, 승리의 아킬레스건이 무엇인지를 밝혀낸 그의 군사적 안목은 대단하다고 볼 수가 있다. 바로 이러한 점에서 특히 미국의 남북전쟁에서 엿볼 수 있듯이 야전에서 활동하는 군인들은 다른 어느 사상가보다도 조미니를 선호했다.